# Stars (Alexia)
Stars è il nono album in studio della cantante Alexia, pubblicato nel 2010.

## Descrizione
L'album, contiene 8 tracce (6 brani più 2 remix) che si armonizzano seguendo un percorso formato da diversi generi musicali. Così inizia un viaggio che ripercorre le influenze e le passioni musicali dell'artista assorbite in tutta la sua carriera: dance, pop, r'n'b, pop rock.
Questo lavoro affronta con molta maturità e con un linguaggio diretto tematiche importanti che riguardano la società e i giovani, con critiche anche dirette al mondo dei talent show; ma l'artista lascia lo spazio anche a l'amore, quello universale ed emozionante. Il tutto arricchito dalla bipolarità italiano inglese che caratterizza fin dagli esordi l'esterofilia dell'artista spezzina.
Scritto da Alexia e Massimo Marcolini, si avvale della partecipazione di Francesco Tartarini (Non tentarmi e L'amore in superficie); il brano Perfect Day è stato scritto da Francesco Bighin, mentre il violino del maestro Angelo Branduardi è presente nel brano I Dreamed a Dream.
L'album è uscito nei negozi di dischi il 22 giugno 2010, mentre sui portali musicali per il download digitale l'11 giugno 2010.
La copertina dell'album rappresenta la cantante all'interno di un televisore anni '50.
La società odierna sembra invece priva di un’identità autentica. E non c’è da stupirsi se le giovani generazioni, impossibilitate nella realizzazione di un progetto di vita autonomo, si illudano di trovare una via di fuga "sotto i riflettori" di un Talent Show.»
(Comunicato stampa dell'album Stars 2010.)

## Singoli
Il primo singolo promozionale dell'album è Star, uscito l'11 giugno.

## Tracce
Testi di Alessia Aquilani, musiche di Massimo Marcolini, eccetto per alcuni brani.
1. Star - 3:28
2. Non tentarmi - 3:16
3. I Dreamed a Dream (feat. Angelo Branduardi) - 3:40
4. L'amore in superficie - 3:48
5. Perfect Day - 3:42
6. It's Love - 3:50
7. Star (almighty version) - 4:44
8. Perfect Day (the night Version) - 3:43

## Formazione
- Alexia – voce, cori
- Max Marcolini – chitarra
- Federico Solazzo – pianoforte
- Donato Scotto Di Monaco – batteria
- Attilio Scala – basso
- Maurizio Rosa – chitarra
- Angelo Branduardi – violino